# Belwneschpromserwis
Belwneschpromserwis (russisch Белвнешпромсервис, englische Transkription Belvneshpromservice) ist der staatliche Rüstungsexporteur von Belarus.

## Allgemeines
Über die Strukturen der Firma ist im Westen wenig bekannt. Beim Export von Flugzeugen und Ausrüstung scheint Belwneschpromserwis sehr erfolgreich zu sein. Es besteht eine enge Zusammenarbeit mit den belarussischen Streitkräfte.

## Kritik
Dem Unternehmen wurde mehrfach vorgeworfen Sanktionen gegenüber Bürgerkriegsländern zu brechen. 2012 wurden durch die USA gegen die Firma Sanktionen erlassen. Belwneschpromserwis wird vorgeworfen im Bürgerkrieg in Syrien die Streitkräfte Syriens insbesondere die Syrischen Luftstreitkräfte mit Fliegerbomben auszurüsten. Auch wird der Firma vorgeworfen an den Sudan Suchoi Su-25 Erdkampfflugzeuge und Suchoi Su-24 Bomber geliefert zu haben, welche im Darfur-Konflikt eingesetzt werden.

## Angebotene Waffensysteme
Fluggeräte
- Erdkampfflugzeug Suchoi Su-25
- Luftüberlegenheitsjäger Suchoi Su-27
- Kampfflugzeug MiG-29
- Bomber Suchoi Su-24
- Transporthubschrauber Mil Mi-8
- Schwerer Transporthubschrauber Mil Mi-26
- Kampfhubschrauber Mil Mi-24

Fahrzeuge
- Kampfpanzer T-72M1
- Spähpanzer BRDM-2
- Schützenpanzer BMP-1
- Transportpanzer BTR-60 und BTR-70

Luftverteidigungs- und Radarsysteme
- Flugabwehrrakete S-125 Newa
- Flugabwehrrakete S-200
- Flugabwehrrakete 9K33 Osa
- Flugabwehrrakete 9K35 Strela-10
- Radar P-14
- Radar P-18
- Radar P-19
- Radar P-37